# Kronörn
Kronörn (Stephanoaetus coronatus) är en afrikansk fågel i familjen hökar.

## Utseende och läten
Kronörnen är en mycket stor och kraftfull örn med en kroppslängd på 80–99 cm. Den har breda och runda vingar samt lång stjärt. Hanen är mörkbrun ovan och på strupen, undertill med tydliga svarta, rödbruna och beigefärgade fläckar och tvärband undertill. På huvudet syns en kort tofs. Stjärten är vit med tre breda svarta band. På undersidan av vingen syns karakteristiskt rostfärgade täckare kantade av svartvita större täckare och vita vingpennor med bred svart bakkant och tre tunnare parallella svarta band.
Honan är tydligt större än hanen och mer kraftigt tecknad undertill. Vingpennorna har endast två smala svarta band. Ungfågeln är huvudsakligen vit på huvud och undersida, med ljust rostbeige undre vingtäckare och tre till fyra band på vingpennorna. Lätet som utförs i högflygande spelflykt är vittljudande och melodiskt, återgivet i engelsk litteratur som "kewee-kewee-kewee..." hos hanen och mörkare "kowi-kowi-kow..." hos honan.

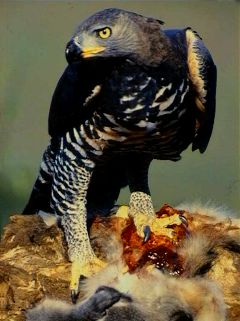
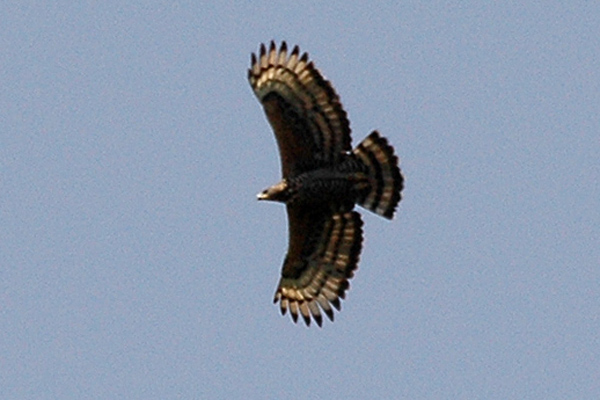

## Utbredning och systematik
Fågeln förekommer i skogar i subsahariska Afrika. Arten placeras som ensam nu levande art i släktet Stephanoaetus, tillsammans med den utdöda madagaskarkronörnen (Stephanoaetus mahery). Den behandlas som monotypisk, det vill säga att den inte delas in i några underarter.

## Levnadssätt
Kronörn hittas i skog och skogslandskap. Den livnär sig på däggdjur upp till en dykarantilops storlek, framför allt apor.

## Status och hot
Kronörnen tros minska i antal och internationella naturvårdsunionen IUCN kategoriserar den därför numera som nära hotad. Världspopulationen uppskattas preliminärt till mellan 5 000 och 50 000 vuxna individer.